# 하야부사 Mk2
하야부사 Mk2는 하야부사 2호의 개념이 나오기 전 하야부사의 차기작으로 여겨진 D형 소행성을 탐사하는 소행성 탐사선이다. 목적은 하야부사의 차기작으로 하야부사의 부족한 점을 고치고 성능을 개선하여 태양계 형성 과정을 알고 하야부사의 자료를 보강하는 것이었으나, 취소되었다.

## 지원, 개발, 투자
- JAXA
- ISAS